# St. Louis Lions
St. Louis Lions é uma agremiação esportiva da cidade de St. Louis, Missouri.  Atualmente disputa a Premier Development League. O clube possui uma perceria com o Celtic Football Club.

## História
O St. Louis Lions foi fundado em 2006 pelo ex-jogador de futebol escocês Tony Glavin, que jogou no Queen's Park Football Club na década de 1980, o clube estreiou ainda em 2006 na PDL. Seu primeiro jogo oficial foi uma derrota para o Des Moines Menace.

## Estatísticas

### Participações
|  | Participações em 2018 |

| Competição     | Competição               | Temporadas | Melhor campanha             | Estreia | Última | P | R |
| Estados Unidos | Lamar Hunt U.S. Open Cup | 2          | Primeira Fase (2008 e 2009) | 2008    | 2009   |   | – |